# Satyrium schimperi
Satyrium schimperi är en orkidéart som beskrevs av Ferdinand von Hochstetter och Achille Richard. Satyrium schimperi ingår i släktet Satyrium och familjen orkidéer. Inga underarter finns listade i Catalogue of Life.